# Saint-Sulpice VD
Saint-Sulpice (psáno také jako Saint-Sulpice VD pro odlišení od jiných stejnojmenných sídel) je obec na jihozápadě Švýcarska, v okrese Ouest lausannois v kantonu Vaud. Žije zde přibližně 4 700 obyvatel.

## Geografie

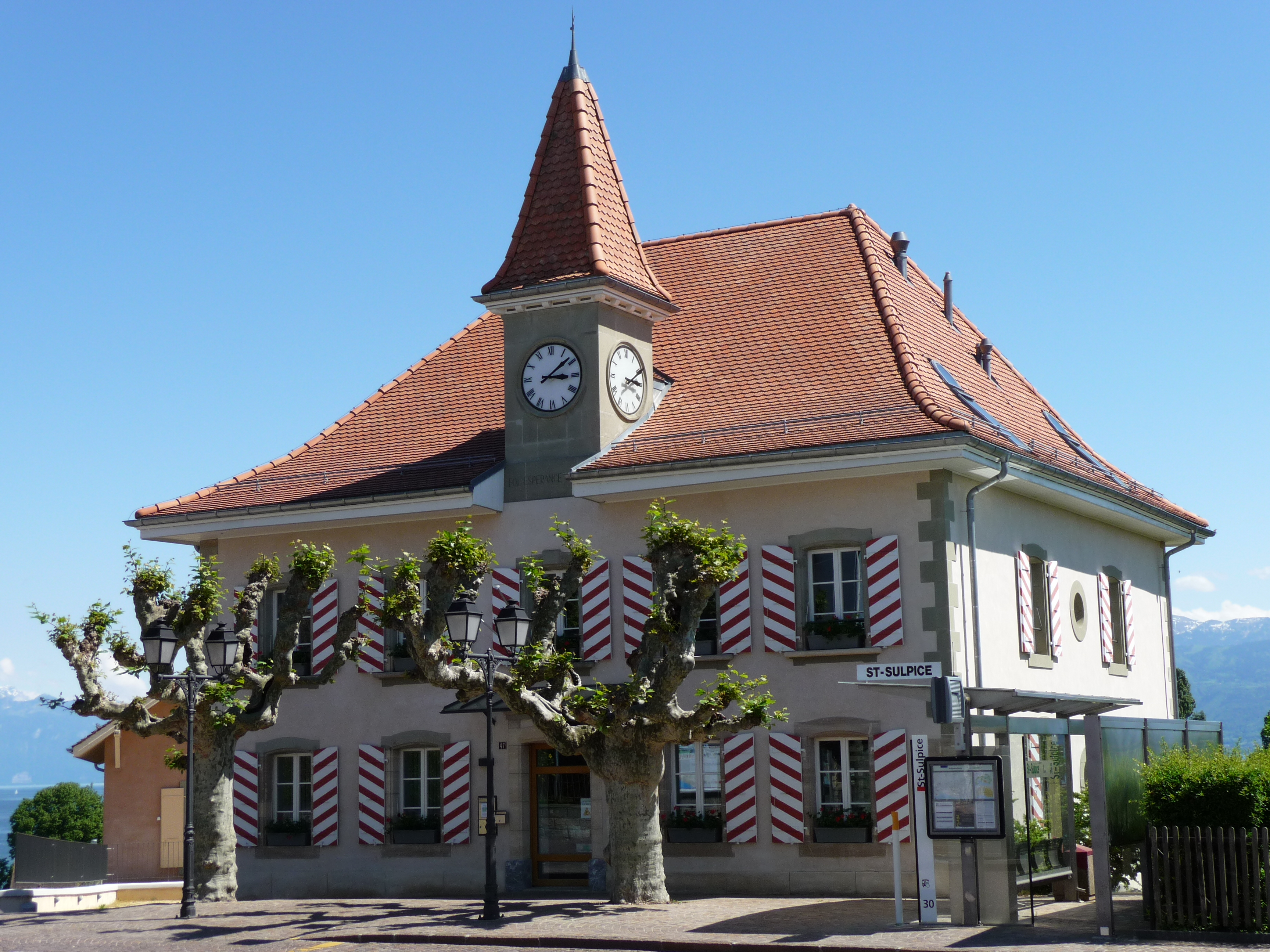
Obecní úřad

Saint-Sulpice leží v nadmořské výšce 394 m, na půli cesty mezi Morges a Lausanne, vzdušnou čarou 6 km západně od hlavního města kantonu. Obec se rozkládá na jižním svahu kopce východně od údolí řeky Venoge, ve střední části kantonu Vaud, v panoramatické poloze asi 20 metrů nad hladinou Ženevského jezera.
Území obce o rozloze 1,9 km² zahrnuje část na severním břehu Ženevského jezera. Území obce se táhne od břehu jezera na sever po přilehlém mírně se svažujícím svahu až k hlavní silnici Morges–Lausanne, která tvoří téměř souvislou severní hranici. Nejvyšší bod Saint-Sulpice leží v nadmořské výšce 405 metrů nad obcí. Západní hranice vede podél řeky Venoge, která se vlévá do Ženevského jezera náplavovým kuželem. Na východě se oblast rozkládá až k ústí řeky Chamberonne. V roce 1997 bylo 74 % rozlohy obce pokryto zastavěnou plochou, 6 % lesy a lesními porosty, 19 % zemědělstvím a něco málo přes 1 % neproduktivní půdou.
K Saint-Sulpice patří osada rodinných domů a vil Les Pierrettes (375 m n. m.) na břehu Ženevského jezera. Sousedními obcemi jsou Lausanne, Préverenges, Denges a Ecublens.

## Historie

Letecký pohled (1946)

Pozůstatky hrobů z doby bronzové a doby laténské svědčí o raném osídlení na území obce. Objeveno bylo také pohřebiště z burgundského období. Ve vrcholném středověku se obec pravděpodobně nazývala Cheretenges. Kolem roku 1100 daroval biskup z Lausanne kostel poblíž břehu jezera opatovi Robertovi z Molesmes. Ten založil v Saint-Sulpice malé převorství, které je v roce 1228 zmiňováno jako Sanctus Surpicius, jehož kostel byl zasvěcen svaté Máří Magdaléně a také Saint-Sulpice. V 15. století již bylo převorství špatně udržované a pravděpodobně bylo zrušeno kolem roku 1500.
Po dobytí Vaudu Bernem v roce 1536 přešlo Saint-Sulpice pod správu panství Lausanne. Bern postoupil městu Lausanne také bývalé převorské statky. To přestavělo klášterní budovy na zámek a panství prodalo. Po pádu Staré konfederace patřilo Saint-Sulpice v letech 1798–1803 v období helvétského soustátí ke kantonu Léman, který byl poté po vstupu v platnost Ústavy o zprostředkování sloučen s kantonem Vaud. V roce 1798 byla obec přiřazena k okresu Morges.

## Obyvatelstvo
| Rok            | 1850 | 1900 | 1910 | 1930 | 1950 | 1960 | 1970 | 1980 | 1990 | 2000 |
| Počet obyvatel | 255  | 295  | 340  | 591  | 792  | 1129 | 1628 | 2129 | 2651 | 2914 |

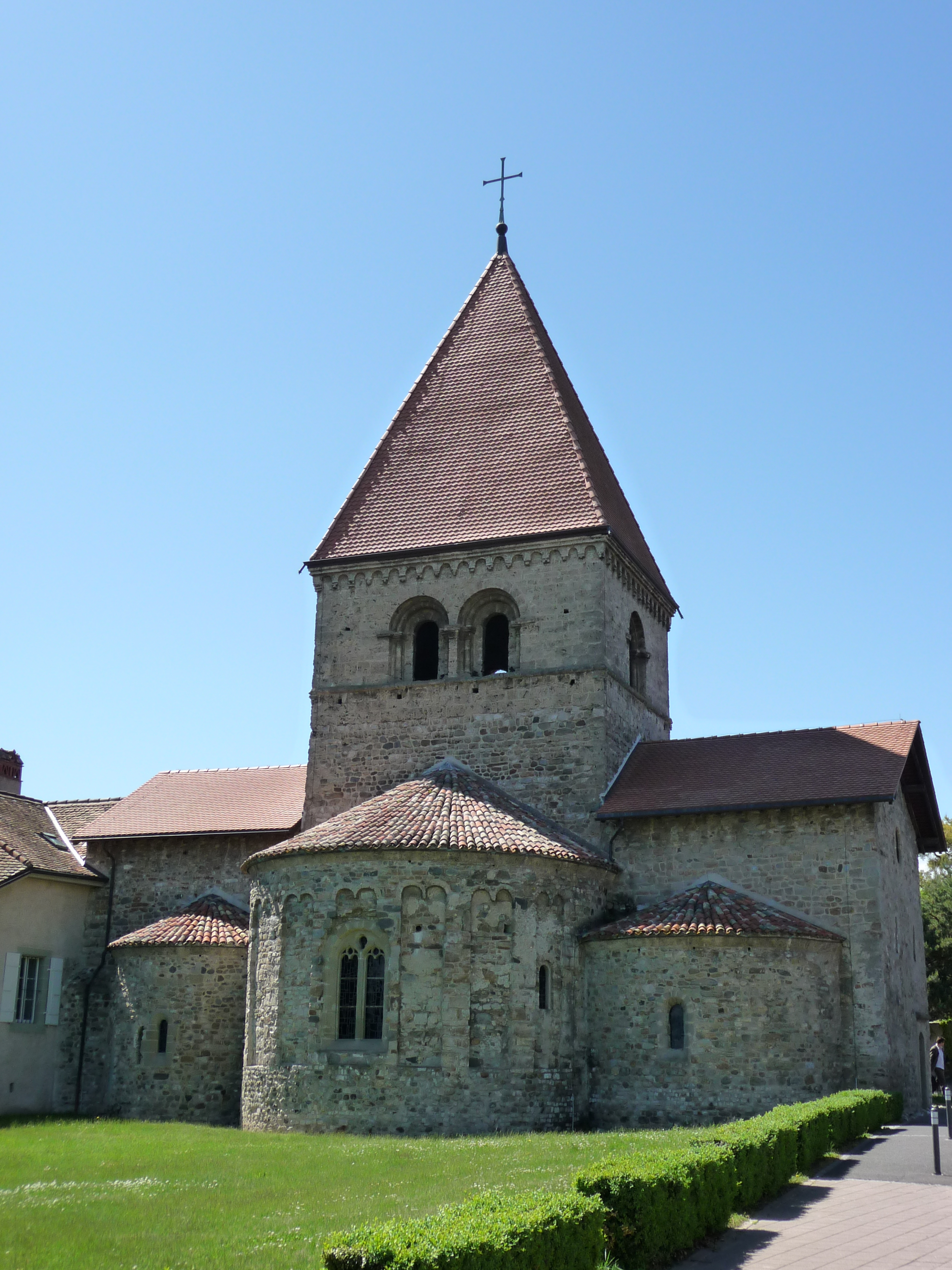
Kostel

Z celkového počtu obyvatel je 81,6 % francouzsky mluvících, 7,9 % německy mluvících a 2,8 % anglicky mluvících (stav v roce 2000). V roce 1900 žilo v Saint-Sulpice celkem 295 obyvatel. V průběhu 20. století počet obyvatel neustále rostl a v posledních desetiletích se prudce zvýšil.

## Hospodářství
Saint-Sulpice byla až do první poloviny 20. století převážně zemědělskou obcí. Dnes hraje zemědělství ve struktuře zaměstnanosti obyvatel jen okrajovou roli.
Od poloviny 20. století se zejména v údolí Venoge usadila řada podniků. K významným průmyslovým odvětvím patří kovovýroba a informační technologie. V obci Saint-Sulpice se nachází dílna Polyval pro zdravotně postižené a od roku 1974 sportovní centrum univerzity v Lausanne a École polytechnique fédérale de Lausanne EPFL (součást kampusu v Lausanne). Saint-Sulpice má lodní přístav na Ženevském jezeře. Od konce 20. století se obec díky své atraktivní poloze rozvíjí jako rezidenční obec.

## Doprava
Obec má dobré dopravní spojení. Leží na hlavní silnici č. 1 ze Ženevy do Lausanne. Nejbližší dálniční křižovatka Lausanne-Malley na západním obchvatu Lausanne, otevřená v roce 1964, je od obce vzdálena asi 2 km. Saint-Sulpice je napojeno na síť veřejné dopravy autobusovou linkou Transports publics de la région lausannoise, která jezdí z Morges do Ecublens.